# Bodenresonanz
Als Bodenresonanz bezeichnet man eine dynamische Wechselwirkung bei Hubschraubern zwischen Rotorsystem und der Hubschrauberzelle auf der Landevorrichtung. Dieser Zustand ist gefährlich, da er den Hubschrauber innerhalb kürzester Zeit zerstören kann.
Ausgelöst wird Bodenresonanz häufig durch den Landestoß, der auf die Landevorrichtung wirkt und dadurch eine temporäre Verformung des Rotorsystems hervorruft. Der Rotormast wird aufgrund der Bodenkraft relativ zum Rotorkreis in eine Richtung beschleunigt. Schwenkgelenke oder die elastische Lagerung der Rotorblätter bei gelenklosen Rotorköpfen führen zu einer Verschiebung der Rotorblätter in der Rotorebene, wodurch eine Unwucht entsteht. Trifft die durch diese Unwucht hervorgerufene Schwingung nun die Eigenfrequenz des Hubschraubers auf dem Landegestell, so beginnt der gesamte Hubschrauber zu schwingen.
Konstruktiv wird versucht, die Bodenresonanz durch Dämpfersysteme im Rotor und der Landevorrichtung zu unterdrücken. Auch durch die Auslegung von Hubschrauberzelle und Landevorrichtung kann die Eigenfrequenz in weniger kritische Bereiche verlagert werden. Völlig ausschließen lässt sich Bodenresonanz allerdings nicht. Um einer einsetzenden Bodenresonanz zu entkommen, muss der Pilot augenblicklich wieder abheben, um die Reaktionskräfte der Landevorrichtung zu eliminieren (siehe Video).
Ein bekanntes Beispiel ist der Prototyp V1 der Bo 105, der noch vor Aufnahme der eigentlichen Flugerprobungen aufgrund von Bodenresonanz vollständig zerstört wurde.